# Mayo-Danay
Mayo-Danay ist ein Département der Region Extrême-Nord in Kamerun.
Auf einer Fläche von 5303 km² leben nach der Volkszählung 2005 529.061 Einwohner. Die Hauptstadt ist Yagoua.

## Gemeinden
1. Datcheka
2. Gobo
3. Gueme
4. Guere
5. Kai-Kai
6. Kalfou
7. Kay-Hay
8. Maga
9. Tchati-Bali
10. Wina
11. Yagoua